# Jonathan Ngwem
Jonathan Joseph Ngwem (ur. 20 lipca 1991) – kameruński piłkarz grający na pozycji obrońcy. Od 2015 jest zawodnikiem klubu Unisport Bafang.

## Kariera piłkarska
Swoją karierę piłkarską Ngwem rozpoczął w klubie Pouma FC. Grał w nim w latach 2011-2012. W latach 2013–2014 występował w Jeunesse Bonamoussadi, a w 2015 przeszedł do Unisport Bafang.

## Kariera reprezentacyjna
W reprezentacji Kamerunu Ngwem zadebiutował 31 października 2015 roku w wygranym 1:0 meczu kwalifikacji do Mistrzostw Narodów Afryki 2016 z Kongiem. W 2017 roku został powołany do kadry na Puchar Narodów Afryki 2017.